# HMAS Albatross (repülőgép-anyahajó)
A HMAS Albatross egy repülőgép-anyahajó volt, melynek építését a Cockatoo Docks and Engineering Company Sydney-ben található Cockatoo Island-i hajógyárában kezdték el, 1926-ban. A hajót 1928. február 23-án bocsátották vízre, az ausztrál kormányzó felesége, Lady Stonehaven jelenlétében. Az anyahajó építését 1928. december 21-én fejezték be, majd 1929. január 23-án szolgálatba is állt az Ausztrál Királyi Haditengerészetnél.
A hajó első útjára, hadrendbe állítása után egy héttel került sor. Az 1930-as évek elején a hajó részt vett a haditengerészet hadgyakorlatain is. Az Albatross az Ausztrál Királyi Légierő 101. egységének hat Supermarine Seagull hidroplánját szállította.
1933. április 26-án az Albatross a tartalék flottához került, így egészen 1938-ig a Sydney-i kikötőben horgonyzott. 1938-ban a Brit Királyi Haditengerészet átadta a HMS Hobart nevű cirkálót az Ausztrál Királyi Haditengerészetnek, amiért cserébe többek közt a HMAS Albatross is a britekhez került. Az anyahajó 1938. július 11-én Angliába indult. A hajó átadásakor az Albatross legénysége alkotta az immár HMAS Hobart legénységét.
Az Albatross a Brit Királyi Haditengerészetnél a HMS Albatross nevet kapta. 1939 és 1942 között a hajó az Atlanti-óceán déli részén teljesített szolgálatot, majd szervizhajóvá alakították át. Ezután a hajó 1943-ig a Keleti Flottánál, majd 1944-ig a Honi Flottánál szolgált. 1945-ben az Albatross a briteknél is a tartalék flottához került, majd 1946-ban eladták és kereskedelmi szolgálatba állt, Hellenic Prince néven.

## Külső hivatkozások
- A HMAS Albatross története (Angol)